# الشراينة
قرية الشراينة هي إحدى القرى التابعة لمركز سمالوط بمحافظة المنيا في جمهورية مصر العربية. حسب إحصاءات سنة 2006، بلغ إجمالي السكان في الشراينة 3435 نسمة، منهم 1650 رجلا و1785 امرأة.